# Augusto de Sousa Rosa
Augusto de Sousa Rosa (GOC) • (GOA) • (ComA) • (MOCE) • (MPCE) • (MPSD) • (MCC) • (MV) (São Martinho de Anta, 31 de outubro de 1871 — São Martinho de Anta, 13 de fevereiro de 1939 - médico e militar português, diretor do Hospital Militar Regional n.º 1 (D. Pedro V) da cidade do Porto, Inspetor da 1ª Inspeção dos Serviços de Saúde do Exército e presidente da Comissão Administrativa da Câmara Municipal do Porto. Arma do Exército Português - Cavalaria. 

## Biografia[1]
Filho de Luís Augusto de Sousa Rosa e de D. Maria Preciosa da Silva. Casado com D. Maria Adélia de Barros Ribeiro de Magalhães, cujo casal teve um filho varão chamado Augusto Eugénio, que nasceu a 17 de Setembro de 1907. Estudou em Braga e formou-se em Medicina pela Faculdade de Medicina da Universidade de Coimbra em 1899, tendo como colegas de carteira António Egas Moniz, José Sobral Cid e Domitila de Carvalho. Assentou praça, como voluntário, no dia 22 de Fevereiro de 1900. Nomeado Tenente Médico para o quadro do Corpo dos Médicos Militares pelo Decreto de 22 de fevereiro de 1900.
Preencheu uma folha de serviços brilhante, com honrosos louvores, devido à sua atividade prestada em várias unidades e estabelecimentos hospitalares em Portugal, em Moçambique, na Segunda Guerra dos Bôeres, e em França, durante a Primeira Guerra Mundial (1914-1918), tendo incorporado o Corpo Expedicionário Português, entre 26 de Setembro de 1917 e 19 de Maio de 1919. Todas as suas ações implementadas, tanto no serviço militar como no serviço público, classificam-no como um higienista e sanitarista.
Segunda Guerra dos Bôeres – Setembro 1900 – Novembro 1901
Foi destacado para Moçambique, como tenente médico, para estabelecer um hospital de sangue, na vila de Ressano Garcia, junto à fronteira com Africa do Sul, onde se encontrava um reforço das tropas portuguesas para evitar uma invasão de tropas Boers. Tinha também a responsabilidade de embarcar todo o material sanitário, em caso de retirada.
Capitão Médico por Decreto de 1 de setembro de 1910. Foi comandante da 8ªCompanhia do 3ºGrupo de Companhias de Saúde (1911).
Primeira Grande Guerra (1914 - 1918)
Em Setembro de 1917, quase a completar 46 anos, o capitão médico Sousa Rosa integra, por via marítima, o Corpo Expedicionário Português em Pas-de-Calais, no norte de França. Foi colocado em Outubro na Ambulância nr.6. A 21 de novembro foi nomeado adjunto do chefe da repartição dos Serviços de Saúde do Quartel General da Base, Tenente-coronel médico Eduardo Martins, em Ambleteuse, Pas de Calais. Após a Batalha de La Lys, ajuda na reorganização e retirada dos feridos. A 15 de Julho de 1918, Sousa Rosa ficou ferido em desastre, baixando ao Hospital da Base inglesa nr. 39. Em 18 de Julho foi evacuado para o Hospital de Sangue n° 8 e teve alta a 26 de Julho. A 27 de Julho é promovido a Major médico graduado do Regimento n° 9 de Cavalaria e colocado na 8ª Companhia do 3° Grupo de Companhias de Saúde. Nesta altura contava com 219 dias em Ambulâncias nos Serviços da Base (3ª Categoria) afectos aos Serviços de Saúde da Base, entre 30 de Setembro de 1917 e 6 de Maio de 1918 e com 104 dias na 1ª linha da frente (2ª Categoria) afectos aos Serviços de Saúde da 1ª Divisão, entre 7 de Maio de 1918 e 28 de Agosto de 1918. Em Setembro foi colocado como responsável da Coluna Automóvel de Transporte de Feridos nr.1, composta por 5 oficiais e 113 praças. A 26 de Outubro assume a direção do Hospital de Sangue nr. 8 (ex- Ambulância nr. 8) até ao seu desmantelamento em março de 1919. Neste Hospital de Sangue,  instalado em Herbelles, depois em Linghem e em Lillers, foram acolhidos para tratamento muitos dos doentes com gripe espanhola. Foi também neste Hospital de Sangue nr. 8 que foram colocadas as primeiras enfermeiras do exército português (G.A.D.E. – Grupo Auxiliar de Damas Enfermeiras), originalmente alocadas na Cruz Vermelha Portuguesa. Repatriado de França, desembarcou em Lisboa em 19 de maio de 1919.
Nomeado adjunto dos cursos técnicos militares do Hospital Militar do Porto (1921). Tenente-Coronel Médico por Decreto de 11 de março de 1922. Colocado como 2º Comandante do 3º Quadro Companhias de Saúde (1922). Nomeado sub-inspetor de Saúde da 3ªDivisão do Exército (1923), que acumulou com o de 2ºComandante do 3º Quadro Companhias de Saúde. Colocado no Hospital Militar Regional nº 1 (D. Pedro V), como sub-director (1927), cargo que acumulou com a vice-presidência da Comissão Administrativa da Câmara Municipal do Porto. Nomeado diretor do Hospital Militar Principal do Porto (D.Pedro V) (1929). Coronel Médico por Decreto de 18 de setembro de 1930. Deixou o cargo de diretor do Hospital Militar Principal do Porto (D.Pedro V) em 1931, por incompatibilidade de funções, quando foi nomeado inspetor da 1ª Inspeção dos Serviços de Saúde do Exército. Pediu para ser colocado na situação de Reserva por Decreto da 2ºRepartição da 1ªDirecção Geral do Ministério da Guerra de 8 de Abril de 1933.

## Serviço Público[5][6]
Foi escolhido pelo Governo para fazer parte, como Vice-Presidente, da 1ª Comissão Administrativa Militar da Câmara Municipal do Porto, tomando posse a 7 de Julho de 1926. Desde 14 de Março de 1930 assumiu a Presidência dessa mesma Comissão Administrativa. Foi responsável pela área higiénico-sanitária da Comissão Administrativa Militar da Câmara Municipal do Porto, entre Junho de 1926 e Junho de 1933. “No desempenho destes cargos, em continuidade dos trabalhos já iniciados pela Comissão Administrativa presidida por Raul Peres, desenvolveu intensa atividade ligada ao embelezamento e progresso material da cidade, à melhoria das suas condições higiénicas e ainda ao bem-estar de setores da população mais desfavorecida. Colaborou na realização de obras importantes, entre as quais a abertura, dentro da cidade, de duas grandes avenidas, denominadas dos Combatentes e do Marechal Gomes da Costa; na modernização e ajardinamento das avenidas do Brasil e de Montevideu, na Foz do Douro, junto ao mar; nas transformações realizadas nas praças de Carlos Alberto, da Liberdade e 9 de Abril; na construção do Frigorífico Municipal (Armazéns Frigoríficos de Massarelos); e no alargamento da rede de distribuição de água e da sua qualidade, no sentido de se garantir a pureza da mesma através de análises laboratoriais. Introduziu ainda a Assistência Médica de Urgência do Corpo de Salvação Pública.”. Este serviço de assistência médica domiciliária de urgência, o primeiro do país e embrião do atual INEM - Instituto Nacional de Emergência Médica, era acionado através de um telefonema para uma equipa de médico e enfermeiros, e servia toda a população portuense. Salienta-se aqui que os mais desfavorecidos tinham o serviço gratuito e a remanescente população pagava pelo serviço tabelado.  Para além disso, na sua presidência foi inaugurado o novo Matadouro Industrial do Porto, na Corujeira, em 1932, "ficando a cidade dotada de um magnífico estabelecimento, onde tôdas as operações de matança são feitas obedecendo aos rigorosos preceitos de higiene.". A Pérgola da Foz, um dos ícones da cidade do Porto, foi desenhada por sua esposa Maria Adélia de Barros Ribeiro de Magalhães, a partir de um exemplar que viu na Le Touquet-Paris plage, Calais, aquando da sua estadia em França. Quando chegou à presidência da Comissão Administrativa Militar contratou a Oficina de Escultura Decorativa de Domingos Enes Baganha, no Porto, para levantar a obra. No embelezamento da avenida Montevideu salienta-se também a Fonte Luminosa, junto ao Forte de São Francisco Xavier do Queijo, da autoria de Manuel Marques (arquiteto).

## Louvores e Condecorações,[12][13]
Louvado pelo "nímio cuidado, zelosa e assídua intervenção em todos os serviços do Hospital da sua interina Direção, o qual faz conservar escrupulosamente limpo". Nota da 2ªDivisão Militar nº3640 de Junho de 1908. Elogio no relatório do Chefe de Serviço da Base, Major Médico Eduardo Pimenta, em Calais, 10 de Maio 1918: "Elogia o adjunto e colaborador capitão médico Augusto de Sousa Rosa pela “sua clara intelligencia, zelo dedicado em todo o serviço, pontualidade e disciplina, verdadeiramente modelar.". Medalha da Cruz Vermelha de Mérito ([]), O.E. nº25 - 2ª Série de 19 de dezembro de 1918 - Medalha Comemorativa das Campanhas do Exército Português em França, D. nº5061 de 30 de novembro de 1918. O.E. nº16 – 1ªSérie – Condecorado com o grau de Comendador da Ordem Militar de Avis – O.E. nº14 – 2ªSérie de 28 de junho de 1919. Medalha da Vitória (Portugal) nos termos do artigo 3º do D. nº6185 de 30 de Outubro. Medalha militar de prata da classe de bons serviços com palma dourada (D.11.649) O.E. nº10 – 2ªSérie – de 1920, cuja designaçao foi entretanto alterada para Medalha Militar de Serviços Distintos. Louvado pela grande competência técnica e inexcedível zelo e dedicação com que desempenha todos os serviços a seu cargo. O.E. nº10 – 2ªSérie de 1920. Medalha Militar de Comportamento Exemplar de Grau Prata. O.E. nº4 – 2ªSérie de 28 de fevereiro de 1930. Medalha Militar de Comportamento Exemplar de Grau Ouro. O.E. nº5 – 2ªSérie – de 22 de Março. A 23 de Outubro de 1931 foi condecorado com o grau de Grande Oficial da Ordem Militar de Avis. A 6 de Maio de 1932 foi condecorado com o grau de Grande Oficial da Ordem Militar de Cristo.
A título póstumo foi agraciado com a Medalha de Honra da Cidade do Porto - Grau Ouro (10 de março de 1950). “Em sua homenagem, foi atribuído o nome Rua Dr Sousa Rosa à antiga Rua de Lima Júnior, na zona da Foz do Douro, onde residiu.”.